# XP-77 (航空機)
ベル XP-77
XP-77 試作1号機
- 用途：戦闘機
- 分類：軽戦闘機
- 設計者：ベル・エアクラフト
- 製造者：ベル・エアクラフト
- 運用者： アメリカ陸軍航空軍
- 初飛行：1944年4月1日
- 生産数：2機
- 退役：1944年12月
- 運用状況：退役

XP-77(Bell XP-77)は、第二次世界大戦中にベル社が開発した木製戦闘機である。
陸軍航空軍に提出されたが、試作段階で開発が終了した。

## 概要
第二次世界大戦が始まると、航空機用の軽金属材料の不足が懸念されたことと、日本軍戦闘機、特に零式艦上戦闘機の運動性がアメリカ軍機のそれを上回っていたことが、アメリカ軍に木製の小型軽量の戦闘機の開発を計画させた。開発にはベル社が選定された。
開発作業は1941年10月に開始された。ベル社では、木製構造金属外板張りの3車輪式の小型機を軍に対して提案した。この機体は、層流翼を有し、ターボ過給器付エンジンXV-770-9を装備して、最大時速は660km/hという触れ込みだった。陸軍航空軍ではテスト用に1942年に25機の発注を行った。しかし、エンジンの開発が進まないため過給器無しのXV-770-7エンジンを装備することになり、発注も6機に減らされ、さらに要求仕様が変更された。
開発が進むにつれ、当初目標とされた性能を予定した総重量と搭載可能なエンジンの性能で達成することは到底不可能であることが明らかとなり、更に、懸念された戦略物資の不足についてもそれほどの不安はないと判断された。このため、本機を開発する意義は大幅に薄れ、軍は計画を当初の予定より大幅に縮小、1942年8月には試作機2機のみの発注となった。

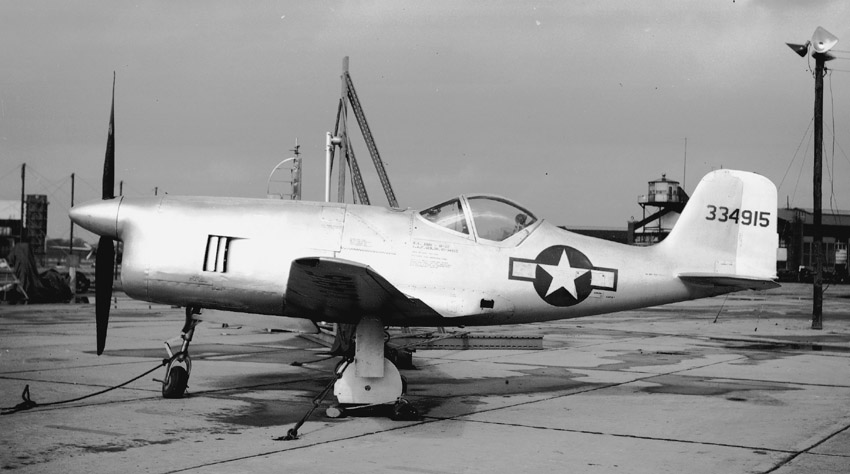
試作1号機 機体番号43-34915

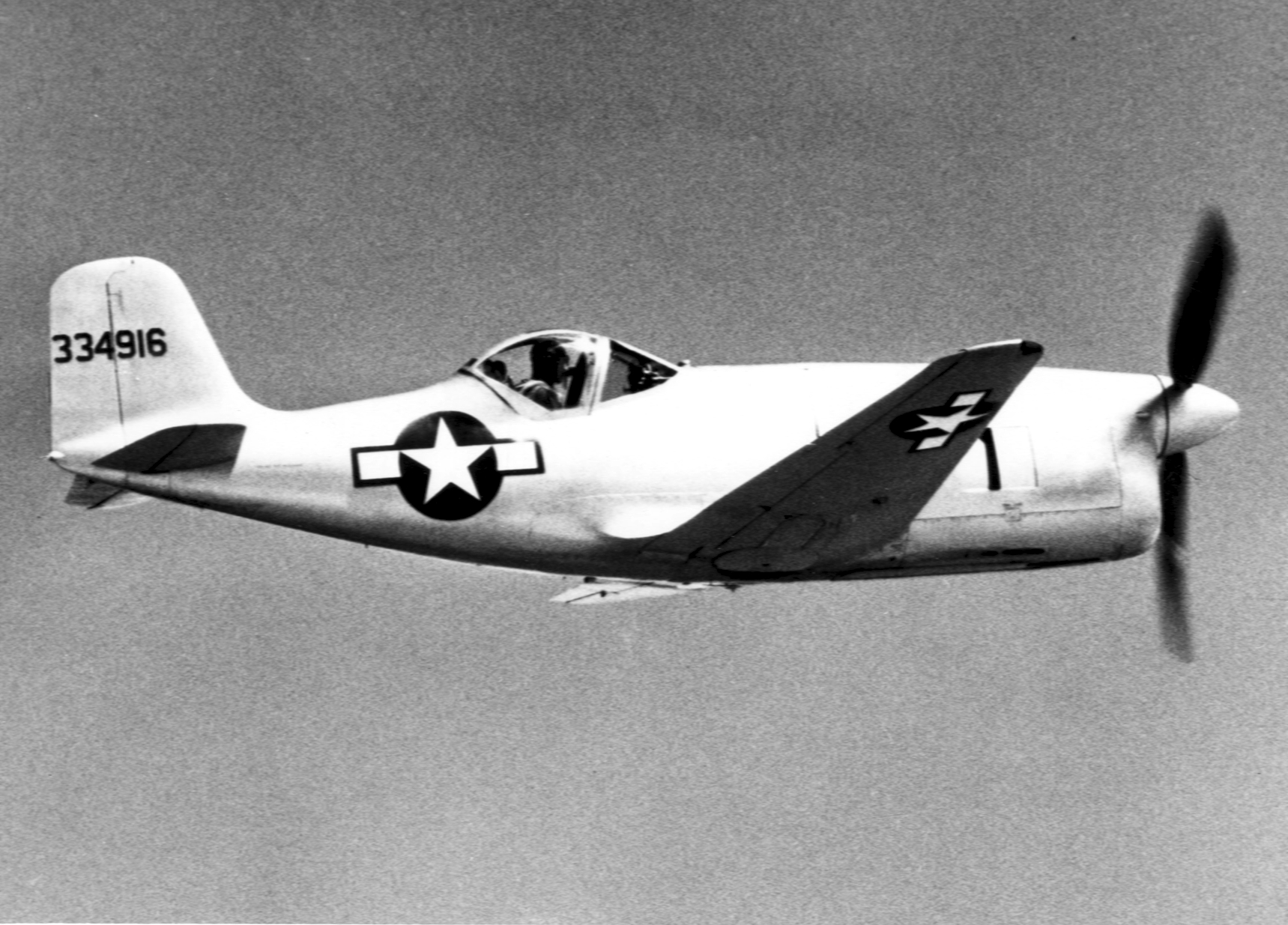
試作2号機 機体番号43-34916

試作1号機は1944年4月に初飛行した。しかし、開発時に判明していたとおり、機体重量過多でエンジンの出力不足のため、速度は高度1200mで531km/hがやっとの状態であった。加えて視界不良やエンジンの振動問題、飛行時の安定性不良などから、テスト時の評判は芳しくなかった。試作2号機が同年10月2日に墜落事故を起こすとそのまま契約も1944年12月にキャンセルされ、生産はこの2機の試作のみに終わった。
本機の開発目的である「機体に比して大馬力のエンジンを搭載した、速度性能と運動性能の高い軽量小型戦闘機」及び「戦略物資の使用を極力抑えた省資源戦闘機」というコンセプトでは、本機の他にダグラス XP-48やタッカー XP-57といった機体が開発されているが、いずれも重量的制約やエンジンの能力不足から目標とした高性能を発揮できない上、総合的な性能に乏しく、更に、航空機の生産が全体としては順調なこと、軽金属材料の不足が発生しなかったことより、省資源型の木製戦闘機の必要性はほぼ無くなっており、どれも試作もしくは設計段階で開発は中止されている。
なお、本機はアメリカの戦闘機には珍しく、20mm機関砲を“モーターカノン”方式に搭載した戦闘機として開発されたが、上述のように途中で要求仕様は変更されており、機関砲の搭載はキャンセルされている。武装を変更した分の重量配分は、最大300ポンド（約136kg）の爆弾その他の搭載量に充てられる予定であった。

## 諸元
| 試作名称     | XP-77                                                                   |
| 制式名称     | P-77(予定)                                                              |
| ------------ | ----------------------------------------------------------------------- |
| 全幅         | 8.38m                                                                   |
| 全長         | 6.96m                                                                   |
| 全高         | 2.49m                                                                   |
| 翼面積       | 9.3m2                                                                   |
| 翼面荷重     | 196.45kg/m2                                                             |
| 自重         | 1,295kg                                                                 |
| 正規全備重量 | 1,827kg                                                                 |
| 発動機       | レンジャー V-770-7 （離昇520馬力）1基                                   |
| 最高速度     | 530km/h                                                                 |
| 上昇力       | 5,000mまで4分33秒                                                       |
| 航続距離     | 890km                                                                   |
| 武装         | イスパノ・スイザ HS.404 20mm機関砲 1門 ブラウニング M2 12.7mm機関銃 2挺 |
| 爆装         | 136kg爆弾 または147kg航空爆雷                                           |
| 生産数       | 2機 ・43-34915 ・43-34916                                               |